# Plumatella geimermassardi
Plumatella geimermassardi is een mosdiertjessoort uit de familie van de Plumatellidae. De wetenschappelijke naam van de soort is voor het eerst geldig gepubliceerd in 2004 door Wood & Okamura.